# Ийво Нисканен
И́йво (И́иво) Хе́нрик Ни́сканен (на фински: Iivo Henrik Niskanen; род. 12 януари 1992) — финландски ски бегач, двукратен олимпийски шампион от 2014 Сочи и Пьонгчанг 2018. Брат на скиорката Керту Нисканен.

## Кариера
На зимните олимпийскии игри в Сочи побеждава в отборния спринт при мъжете (заедно с Сами Яухоярви). На закриването на зимните олимпийски игри в Сочи е знаменосец на Финладския национален отбор.
13 януари 2015 година в Хелзинки на ежегодното мероприятие Suomen Urheilugaala заедно със Сами Яухоярви е обявен за Спортист на годината на Финландия за 2014 година.

## Успехи
Олимпийски игри:
- Шампион (2): 2014, 2018

Световно първенство за младежи и девойки:
- Шампион (1): 2011

### Олимпийски игри
| Олимпиада      | Спринт | Отборно спринт | 10 км разделен старт | 7,5+7,5 км 30 км | 30 км масов-старт | Щафета 4 × 5 км |
| -------------- | ------ | -------------- | -------------------- | ---------------- | ----------------- | --------------- |
| 2014 Сочи      | –      | 1              | 4                    | 25               | 10                | 6               |
| 2018 Пьонгчанг | 14     | –              | –                    | 19               | 1                 | 4               |